# King Gyan Osei
King Gyan Osei est un footballeur ghanéen, né le 22 décembre 1988 à Accra au Ghana. Il évolue comme milieu défensif.

## Biographie
King est formé dans la Right to Dream Academy, un centre de formation basé au Ghana dirigé par Tom Vernon, un ancien recruteur de Manchester United.
Il intègre la réserve du Fulham FC en 2006 puis est ensuite prêté 3 saisons au Germinal Beerschot Anvers en Jupiler League.
Arrivé en fin de contrat en juin 2010, il n'est conservé ni par Fulham, ni par Anvers.
Le 25 mars 2011, il s'engage avec le club norvégien du Viking Stavanger.

## Sélection nationale
- Ghana : 1 sélection

King Gyan Osei a connu sa première (et pour l'instant unique) sélection le 20 août 2008 contre la Tanzanie lors d'un match amical conclu sur un score nul (1-1).

## Palmarès
Vierge